# Museo Nacional de Arte Islámico de Raqqada
El Museo Nacional de Arte Islámico de Raqqada (en árabe: المتحف الوطني للفن الإسلامي برقادة‎, en francés: Musée national d'art islamique de Raqqada) es un museo especializado en el arte islámico, situado en el yacimiento arqueológico  arqueológico de Raqqada, cerca de Cairuán.
Especializado en el arte islámico medieval, contiene obras de Cairuán y de los sitios de Raqqada y Al-Mansuriya, una antigua ciudad principesca construida durante el califato fatimí.
La entrada está dedicada a la Gran Mezquita de Kairuán y contiene una reproducción de su mihrab y una maqueta de todo el monumento.
La primera sala presenta colecciones de cerámica islámica que datan de los períodos en que Raqqada fue ocupada (siglos IX y X). Otra sala muestra colecciones numismáticas de monedas de varios períodos que ilustran la historia económica de Ifriqiya a lo largo de más de seis siglos.
La colección más importante es la de los Coranes caligrafiados, que constituye un conjunto excepcional de manuscritos y láminas que pertenecían originalmente a la biblioteca de la Gran Mezquita de Kairuán. Entre las joyas de esta colección están las hojas del Corán Azul datado en el siglo X.

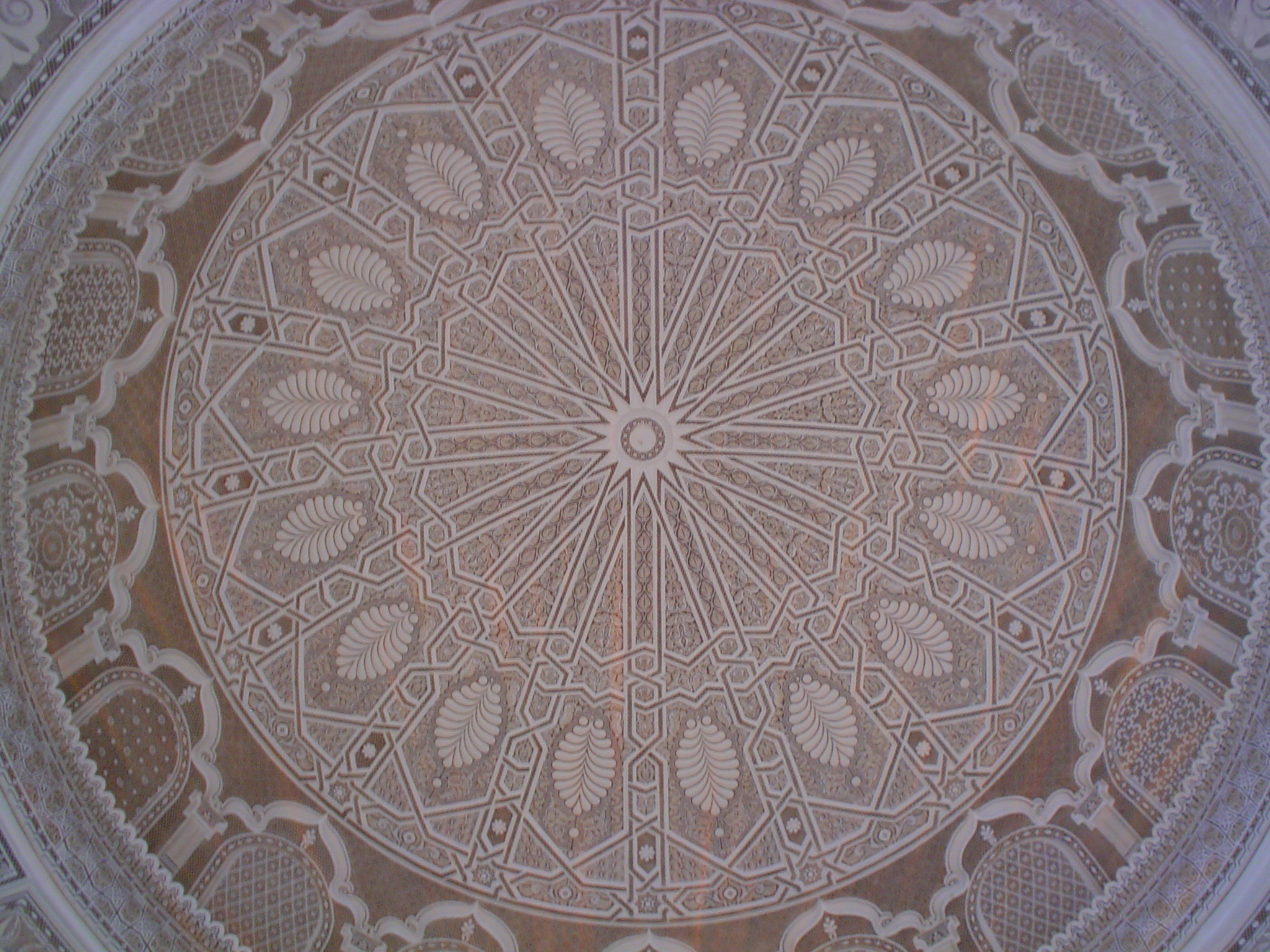
Cúpula que decora una de las salas del museo.
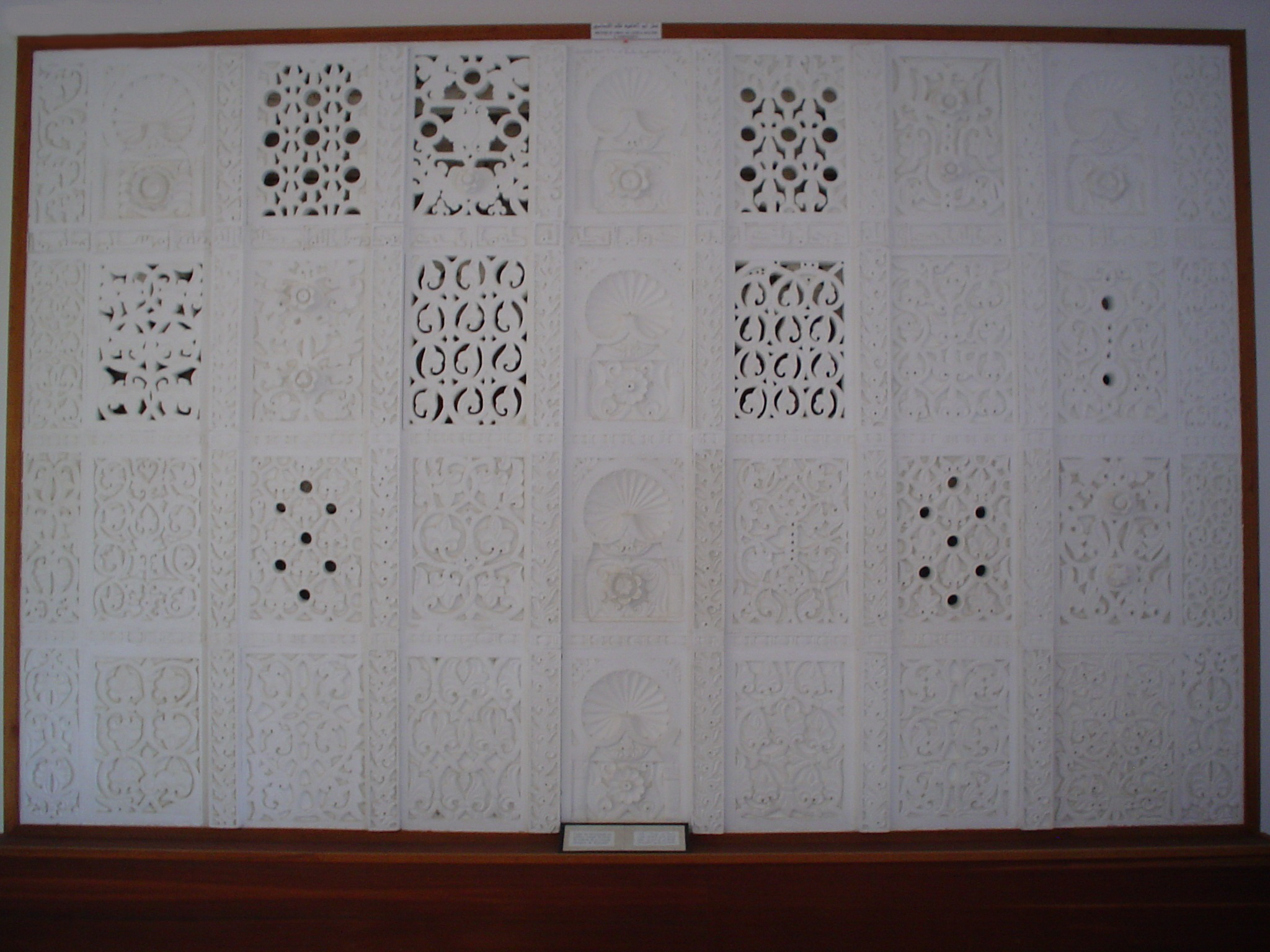
Reproducción del muro del mihrab de la Gran Mezquita de Kairuán.
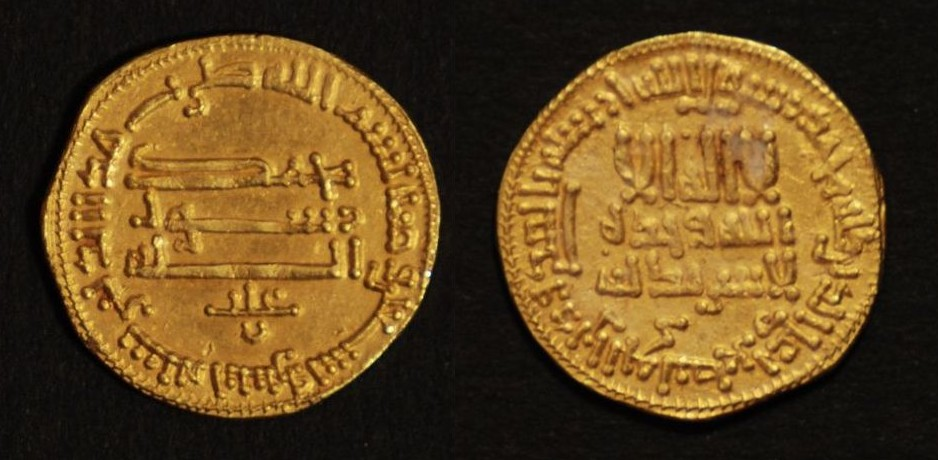
Dinar aglabí (principios del siglo IX) parte de las colecciones del museo..
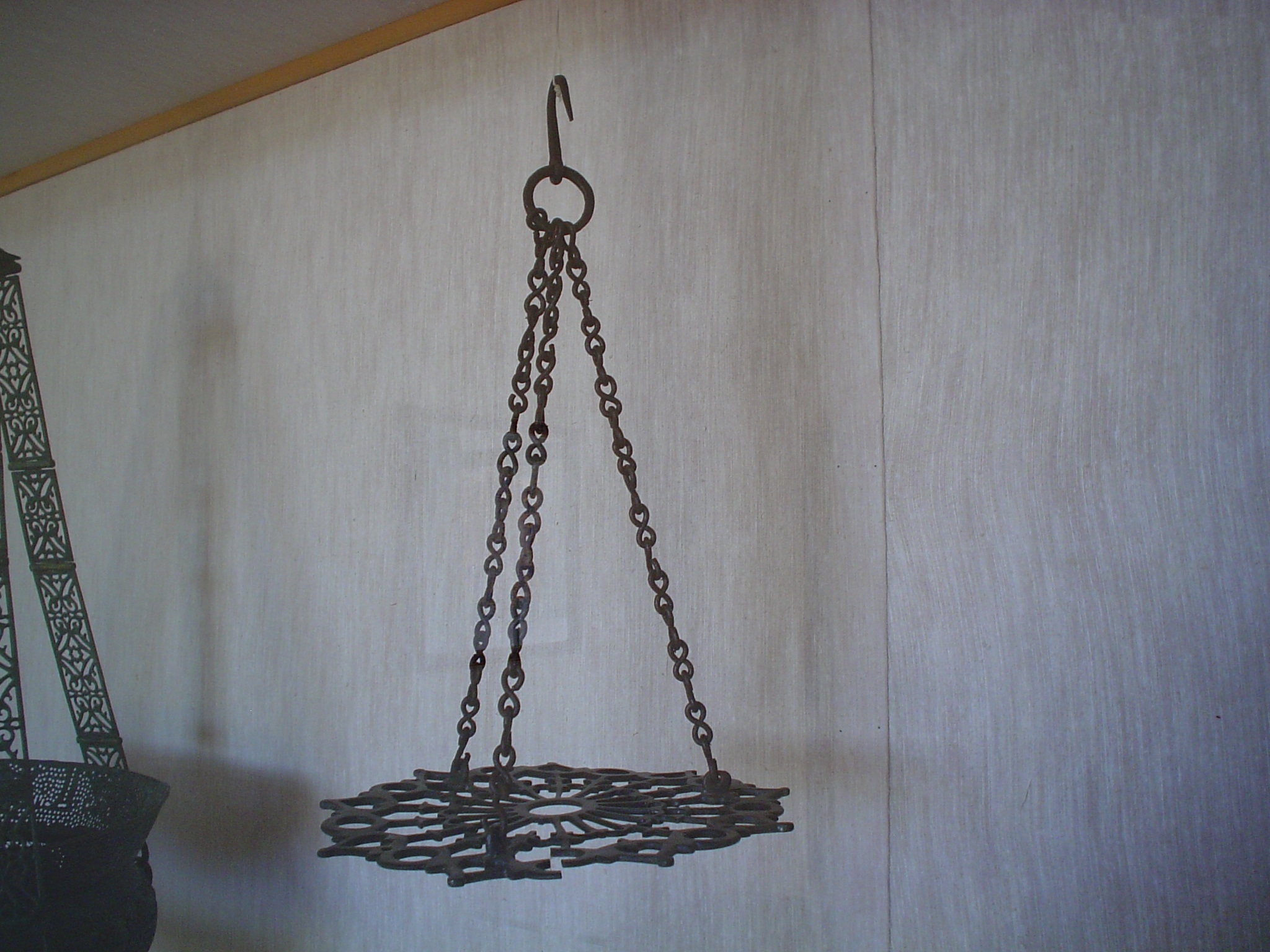
Primer plano de un policandelón de bronce.